# Интегралы (Варез)
«Интегралы» (фр. Intégrales) ― произведение Эдгара Вареза для духовых и ударных инструментов, написанное в период с марта по декабрь 1924 года и опубликованное в Нью-Йорке год спустя. Премьера работы прошла 1 марта 1925 года в Эолиан-холле под управлением Леопольда Стоковского на концерте, организованном Международной гильдией композиторов (ICG).

## Исполнительский состав
| Состав оркестра |
| Деревянные духовые |
| 2 флейты-пикколо, гобой, 2 кларнета (in Es, in Bb) |
| Медные духовые |
| валторна in F, 2 трубы (in D, in C), 3 тромбона (тенор, бас, контрабас)                                                                                               |
| Ударные |
| треугольник, тарелки, гонг, тамтам, теноровый барабан, бубенцы, цепи, 3 темпл-блока, хлопушка, большой барабан, малый барабан, фрикционный барабан, бубен, кастаньеты |

## Музыка
«Интегралы» можно рассматривать как ранний пример исследования Варезом электронной музыки; хотя в исполнительский состав пьесы не включено электронное оборудование, некоторые её отрывки имитируют звук аудиозаписей, воспроизводящихся задом наперёд (Варез слышал такое звучание, потому что ранее экспериментировал с грампластинками). Произведение требует определённого размещения акустических элементов в концертном зале ― Варез называл это «пространственной проекцией». Несмотря на то, что на момент премьеры сделать это было технологически невозможно, композитор надеялся в будущем получить доступ к такому оборудованию, «необходимому для реализации «Интегралов» в том виде, в каком они были задуманы изначально».
Пьеса состоит из трёх разделов:
1. Andantino
2. Allegro
3. Finale ― Lento

Исполнение «Интегралов» получило положительную оценку американского музыкального критика Лоуренса Гилмана:
В отличие от Шёнберга, он [Варез] полностью порвал с музыкальным прошлым. <…> Оригинальность, конечно, не является главным смыслом музыки. Тем не менее, она даёт возможность развивать музыку, которая никому не воздаёт должное.

## Комментарии
1. ↑  Пьеса также была сыграна на финальном концерте ICG 17 апреля 1927 года. Это противоречило политике гильдии, заключавшейся в том, что каждая работа на её концертах может быть сыграна только один раз.